# Liste der Baudenkmale in Oetzen
In der Liste der Baudenkmale in Oetzen sind alle Baudenkmale der niedersächsischen Gemeinde Oetzen aufgelistet. Die Quelle der IDs und der Beschreibungen ist der Denkmalatlas Niedersachsen.  Der Stand der Liste ist der 12. November 2021.

## Allgemein
In den Spalten befinden sich folgende Informationen:
- Lage: die Adresse des Baudenkmales und die geographischen Koordinaten. Kartenansicht, um Koordinaten zu setzen. In der Kartenansicht sind Baudenkmale ohne Koordinaten mit einem roten Marker dargestellt und können in der Karte gesetzt werden. Baudenkmale ohne Bild sind mit einem blauen Marker gekennzeichnet, Baudenkmale mit Bild mit einem grünen Marker.
- Bezeichnung: Bezeichnung des Baudenkmales
- Beschreibung: die Beschreibung des Baudenkmales. Unter § 3 Abs. 2 NDSchG werden Einzeldenkmale und unter § 3 Abs. 3 NDSchG Gruppen baulicher Anlagen und deren Bestandteile ausgewiesen.
- ID: die Objekt-ID des Baudenkmales
- Bild: ein Bild des Baudenkmales, ggf. zusätzlich mit einem Link zu weiteren Fotos des Baudenkmals im Medienarchiv Wikimedia Commons. Wenn man auf das Kamerasymbol klickt, können Fotos zu Baudenkmalen aus dieser Liste hochgeladen werden:

## Oetzen

### Einzeldenkmal in Oetzen
| Lage                                           | Bezeichnung | Beschreibung | ID       | Bild           |
| ---------------------------------------------- | ----------- | --- | -------- | -------------- |
| Im Großen Dorfe 53° 1′ 7″ N, 10° 40′ 40″ O     | Kapelle     | Die Marienkapelle ist ein evangelischer, spätgotischer Bau aus Backstein. Der Turm ist wahrscheinlich älter und wurde zu Teilen aus Feldsteinen errichtet. Im Inneren befindet sich eine Flachdecke und ist mit einer Wolkendecke bemalt. Der Schnitzaltar ist aus der ersten Hälfte des 16. Jahrhunderts. | 31093364 | Weitere Bilder |
| Im Großen Dorfe 13 53° 1′ 4″ N, 10° 40′ 40″ O  | Wohnhaus    | Zweigeschossiger Backsteinbau mit Ziersetzung unter weit vorkragendem Walmdach in Ziegelpfannendeckung. Nach Norden Standerker mit Arkatur in Formen des Backsteinexpressionismus. Erbaut 1929. | 31093381 | BW             |
| Im Kleinen Dorfe 9 53° 1′ 14″ N, 10° 40′ 43″ O | Wohnhaus    | Älteres Hallenhaus mit quer vorgelagertem zweigeschossigen Fachwerkwohnteil mit übergiebeltem Mittelrisalit. Unter ziegelgedecktem Satteldach. Wohnhaus errichtet um 1890. | 31093399 | BW             |

## Dörmte

### Gruppe baulicher Anlagen in Dörmte
| Lage                               | Bezeichnung   | Beschreibung | ID       | Bild |
| ---------------------------------- | ------------- | --- | -------- | ---- |
| Dörmte 53° 1′ 13″ N, 10° 42′ 44″ O | Rundlingsdorf | Der Rundling Dörmte besteht aus der traditionellen Grundstücksparzellierung mit mittigem runden Dorfplatz. Eines der giebelständigen Wohn-/Wirtschaftsgebäude aus der Mitte des 19. Jahrhunderts ist erhalten, dazu kommen erneuerte massivierte, nun traufständig platzierte Wohnhäuser des frühen 20. Jahrhunderts sowie ein außerhalb des Rundlingsplatzes liegendes Stallgebäude. | 31080094 | BW   |

### Einzeldenkmal in Dörmte
| Lage                                  | Bezeichnung               | Beschreibung | ID       | Bild |
| ------------------------------------- | ------------------------- | --- | -------- | ---- |
| Dörmte 13 53° 1′ 13″ N, 10° 42′ 42″ O | Wohnhaus                  | Freistehendes traufständiges Wohnhaus in Backsteinmauerwerk mit Drempel unter Krüppelwalmdach in Ziegelpfannendeckung. Zweigeschossiger Mittelrisalit unter ziegelgedecktem Krüppelwalmdach, Giebeltrapez in Fachwerk. Erbaut 1912 (i).                    | 31093275 | BW   |
| Dörmte 15 53° 1′ 15″ N, 10° 42′ 41″ O | Stall                     | Traufständiger Fachwerkbau mit Backsteinausfachungen unter Halbwalmdach in Zementplattendeckung. Eine außermittige Längsdurchfahrt. Errichtet als Doppelschafstall der ehemaligen Hofstelle Nr. 7 in der ersten Hälfte des 19. Jahrhunderts.               | 39517400 | BW   |
| Dörmte 21 53° 1′ 13″ N, 10° 42′ 50″ O | Wohnhaus                  | Eingeschossiger Backsteinbau mit Drempel unter Krüppelwalmdach in Ziegelpfannendeckung, zweigeschossiger Mittelrisalit. Erbaut 1903 (i). | 31093329 | BW   |
| Dörmte 23 53° 1′ 11″ N, 10° 42′ 48″ O | Wohn-/ Wirtschaftsgebäude | Vierständerbau mit Backsteinausfachungen und Vorschauer unter Halbwalmdach in Hohlpfannendeckung. Errichtet 1851(i). An der Südostecke Umbauphase mit zweigeschossigem Fachwerkanbau. 1902. Mit Brunnenschacht aus Feldsteinen. Ehemalige Hofstelle Nr. 2. | 31093218 | BW   |
| Dörmte 25 53° 1′ 11″ N, 10° 42′ 45″ O | Wohnhaus                  | Eingeschossiger traufständiger Backsteinbau mit Drempel unter Krüppelwalmdach in Biberschwanzdeckung. Zweigeschossiger Eingangsrisalit mit Fachwerkgiebel unter Krüppelwalm. Erbaut 1906 (i).                                                              | 31093293 | BW   |

## Jarlitz

### Einzeldenkmal in Jarlitz
| Lage                                          | Bezeichnung | Beschreibung | ID       | Bild |
| --------------------------------------------- | ----------- | --- | -------- | ---- |
| Jarlitzer Ring 3 52° 59′ 41″ N, 10° 41′ 58″ O | Wohnhaus    | Eineinhalbgeschossiges Backsteingebäude mit Eingangsrisalit unter Satteldach in Ziegelpfannendeckung. Fassaden geschmückt mit Putzgliederungen. Erbaut 1902 (i). Haupthaus der ehemaligen Hofstelle Nr. 2. | 31093347 | BW   |

## Stöcken

### Einzeldenkmal in Stöcken
| Lage                                                 | Bezeichnung | Beschreibung | ID       | Bild           |
| ---------------------------------------------------- | ----------- | --- | -------- | -------------- |
| Hauptstraße 4 53° 0′ 22″ N, 10° 40′ 38″ O            | Wohnhaus    | Eineinhalbgeschossiges Backsteingebäude mit ausmittigem Risalit, unter Satteldach in Ziegelpfannendeckung. An einem Giebel hölzerner Eingangsvorbau. Neogotische Backstein-Schmuckelemente in den Fassaden. Erbaut 1895 (i). | 31093434 | BW             |
| Im Dorfe 1 53° 0′ 23″ N, 10° 40′ 35″ O               | Kapelle     | Rechteckiger, weiß getünchter Feld- und Backsteinbau mit Südportal unter steilem, ziegelgedecktem Satteldach. Schmaler Glockenturm am Westgiebel. Kleine hochliegende Fenster, Blendbogennischen im Ostgiebel. Im Innern Gliederung der Wände durch große Stichbogennischen, oberer Raumabschluss durch bemalte Bretterdecke von 1499 (i). Erbaut wohl im 15. Jahrhundert. | 31093451 | Weitere Bilder |
| Mühlenweg 4 53° 0′ 24″ N, 10° 40′ 28″ O              | Wohnhaus    | Eingeschossiger Backsteinbau mit Eingangsrisalit, unter Krüppelwalmdach in Ziegelpfannendeckung. Erbaut 1903 (i). | 31093485 | BW             |
| Mühlenweg 3 (Im Dorfe 3) 53° 0′ 24″ N, 10° 40′ 32″ O | Wohnhaus    | Eineinhalbgeschossiger Backsteinbau mit Eingangsrisalit, unter Krüppelwalmdach in Ziegelpfannendeckung. Schmückende Putzgliederungen. Erbaut 1902 (i). | 31093468 | BW             |

## Süttorf

### Einzeldenkmal in Süttorf
| Lage                             | Bezeichnung   | Beschreibung | ID       | Bild |
| -------------------------------- | ------------- | --- | -------- | ---- |
| Nr. 6 53° 0′ 52″ N, 10° 42′ 3″ O | Hofschafstall | Fachwerkgebäude mit Backsteinausfachung unter ziegelgedecktem Halbwalmdach. Zwei außermittige Längsdurchfahrten. Errichtet als Hofschafstall der ehemaligen Hofstelle Nr. 6 in der zweiten Hälfte des 18. Jahrhunderts. | 31093502 | BW   |

## Ehem. Baudenkmale
| Lage                                           | Bezeichnung               | Beschreibung | ID | Bild |
| ---------------------------------------------- | ------------------------- | ------------ | -- | ---- |
| Lüneburger Straße 6 53° 1′ 5″ N, 10° 40′ 33″ O | Wohn-/ Wirtschaftsgebäude |              |    | BW   |